# Adonxs
Adonxs (stiliserat som ADONXS), artistnamn för Adam Pavlovčin, född den 13 september 1995 i Myjava, är en slovakisk sångare. Han representerade Tjeckien i Eurovision Song Contest 2025 med låten "Kiss Kiss Goodbye". Bidraget gick inte vidare till final.
Adonxs slog igenom som artist 2022 då han släppte albumet Age of Adonxs. Han belönades med Årets album, Bästa manliga artist.